# Jean Boht
Jean Boht, nombre de nacimiento Jean Dance (Bebington, Inglaterra, 6 de marzo de 1932 - Denville Hall, Northwood, Inglaterra, 12 de septiembre de 2023), fue una actriz y productora británica.

## Biografía
Estudió secundaria en Wirral Grammar School for Girls.
Fue una actriz más famosa por el papel de Nellie Boswell en la comedia Bread de Carla Lane de 1986 a 1991.
Boht ganó un premio de comedia británica (ahora conocido como Premios Nacionales de Comedia) a la Mejor Actriz de Comedia en 1990.
En 1954 contrajo matrimonio con William Boht hasta 1970 y luego con Carl Davis de 1970 a 2023, fue madre de Hannah y Jessie Jo Davis.

## Filmografía
- 1978,	Rapunzel Let Down Your Hair	Mother
- 1988,	Distant Voices
- 1988,	The Girl
- 1994,	Heaven's
- 2000,	The Asylum
- 2004,	Mothers & Daughters	Mary
- 2007,	Tug	Kathleen
- 2007,	Smallfilm
- 2008,	The Understudy
- 2009,	Kin	Mum	Brian Welsh
- 2009,	To Cancer and Beyond
- 2010,	Bad Night for the Blues
- 2018,	Brexicuted